# José Abelardo Núñez
José Abelardo Núñez Murúa (Santiago de Chile, 1842 - 20 de agosto de 1910) fue un abogado y educador chileno.
Hijo de José María Núñez y Dominga Murúa. Tras aprobar los exámenes correspondientes al antiguo bachillerato, ingresó a la Escuela de Derecho de la Universidad de Chile, de la cual egresó el 26 de noviembre de 1866 con el título de abogado.
Luego de desempeñarse como secretario de Manuel Antonio Tocornal (1862) y de la Cámara de Diputados (1866), inició actividades en el ámbito de la educación; así, en 1866 fue nombrado director de la Sociedad de Instrucción Primaria, entidad que patrocinaba y fomentaba la enseñanza elemental en Chile.
El gobierno chileno lo comisionó en 1879, para analizar los métodos de enseñanza primaria y secundaria en Estados Unidos y en diversos países de Europa, retornando en 1882. El producto de sus viajes se materializó con la publicación de su libro "Organización de las Escuelas Normales". Designado inspector general de las Escuelas Normales.